# Fochabers
Fochabers är en ort i Storbritannien.   Den ligger i kommunen Moray och riksdelen Skottland, i den norra delen av landet, 700 km norr om huvudstaden London. Fochabers ligger 37 meter över havet och antalet invånare är 1 494. Den ligger vid sjön The Lake.
Terrängen runt Fochabers är platt åt nordost, men åt sydväst är den kuperad. Runt Fochabers är det glesbefolkat, med 16 invånare per kvadratkilometer. Närmaste större samhälle är Buckie, 10,6 km nordost om Fochabers. I omgivningarna runt Fochabers växer i huvudsak blandskog.